# Poznański Aeroklub Akademicki
Poznański Aeroklub Akademicki – organizacja sportu lotniczego w Poznaniu powstała z inicjatywy grupy studentów poznańskich wyższych uczelni (Uniwersytet Poznański i Akademia Handlowa).

## Historia
17 października 1928 roku odbyło się zebranie organizacyjne PAA na którym przyjęty został statut organizacji, wybrany został zarząd aeroklubu i utworzono sekcje: szkolenia lotniczego, techniczną i awionetkową. Znaczącej pomocy w organizacji aeroklubu udzielił poznański 3 Pułk Lotniczy bazujący na lotnisku w Ławicy, który wypożyczył aeroklubowi 2 samoloty szkolne i dwóch instruktorów pilotażu. W styczniu 1929 roku rozpoczęto w aeroklubie szkolenie pilotów samolotowych, które do końca roku ukończyło 15 osób (w tym dwie kobiety). W roku 1930 nastąpiło w aeroklubie ożywienie działalności turystyczno-sportowej i pierwsze sukcesy w zawodach samolotowych (III Konkurs Awionetek w Warszawie, gdzie piloci aeroklubu zajęli 1. i 5. miejsce).
Na początku 1931 roku Poznański Aeroklub Akademicki oraz Wielkopolski Klub Lotników połączyły się i utworzyły w Poznaniu jedną organizację sportu lotniczego pod nazwą Aeroklub Poznański.